# L'amore è un attimo
Chansons représentant l'Italie au Concours Eurovision de la chanson
Occhi di ragazza
(1970) I giorni dell'arcobaleno
(1972)
Singles de Massimo Ranieri
Vent'anni
(1970) Io e te
(1971)
L'amore è un attimo (« L'amour est un instant ») est une chanson du chanteur italien Massimo Ranieri parue sur l'album Via del Conservatorio et sortie en 45 tours en 1971 sous les labels CGD pour le marché italien et CBS à l'international.
C'est la chanson représentant l'Italie au Concours Eurovision de la chanson 1971.

## Adaptations
Massimo Ranieri a également enregistré la chanson en allemand Die Liebe ist ein Traum (« L'amour est un rêve »), en anglais sous le titre Goodbye My Love (« Au revoir mon amour »), en espagnol sous le titre Perdón cariño mío (« Désolé ma chérie ») et en français sous le titre Pour un instant d'amour.

## À l'Eurovision

### Sélection
La chanson L'amore è un attimo, interprétée par Massimo Ranieri, est sélectionnée en interne début 1971 par la Radiotelevisione Italiana, pour représenter l'Italie au Concours Eurovision de la chanson 1971 le 3 avril à Dublin, en Irlande.

### À Dublin
La chanson est intégralement interprétée en italien, langue officielle de l'Italie, comme l'impose la règle de 1966 à 1972. L'orchestre est dirigé par Enrico Polito (it).
L'amore è un attimo est la onzième chanson interprétée lors de la soirée du concours, suivant Goeiemorgen, morgen de Jacques Raymond et Lily Castel pour la Belgique et précédant Vita vidder de Family Four pour la Suède.
À l'issue du vote, elle obtient 91 points, se classant 5e sur 18 chansons,.

## Liste des titres
Toutes les chansons sont écrites et composées par Giancarlo Bigazzi, Gaetano Savio, Enrico Polito.
| A. | L'amore è un attimo |  |
| B. | A Lucia             |  |

## Classements
| Classement (1971)                    | Meilleure position |
| ------------------------------------ | ------------------ |
| Italie (Discografia internazionale), | 7                  |

| Classement (1971)        | Meilleure position |
| ------------------------ | ------------------ |
| Italie (Musica e dischi) | 33                 |

## Historique de sortie
| Pays        | Date | Format   | Label   |
| ----------- | ---- | -------- | ------- |
| Allemagne   | 1971 | 45 tours | CBS     |
| Benelux     | 1971 | 45 tours | CBS     |
| Espagne     | 1971 | 45 tours | CBS     |
| France      | 1971 | 45 tours | CBS     |
| Italie,     | 1971 | 45 tours | CGD     |
| Portugal    | 1971 | 45 tours | CBS     |
| Yougoslavie | 1971 | 45 tours | PGP-RTB |